# 이태희 (1992년)
이태희(1992년 6월 16일 ~ )는 대한민국의 축구 선수이며 포지션은 풀백이다. 현 K리그2 FC 안양에서 활약하고 있다.

## 클럽 경력
숭실대학교를 졸업하고 2015년 성남 FC에 자유선발계약으로 입단하였다. 같은 해 5월 10일 포항 스틸러스와의 리그 경기에서 데뷔전을 치렀고, 11월 29일 제주와의 경기에서는 박용지의 패스를 받아 후반 43분 극적인 결승골을 기록하며 프로 데뷔골을 기록하였다. 이를 포함하여 데뷔 시즌 총 리그 13경기에 출전하여 1골을 기록하였다.
2022 시즌을 앞두고 대구 FC로 이적하였다.
2023 시즌을 앞두고 FC 안양으로 이적하였다.